# 阿纳斯塔西娅·乌达利佐娃
阿纳斯塔西娅·奥列戈芙娜·乌达利佐娃（羅馬化：Anastasiya Olegovna Udal'tsova；1978年9月2日—），婚前姓戈尔班，俄罗斯烏克蘭裔政治人物，第八届国家杜马议员。
乌达利佐娃出生于苏联时期的乌克兰，并于1998年成为俄罗斯公民，当时她搬到了莫斯科，并在俄罗斯政治左翼中活跃起来。2022年6月，在党内基层的压力下，俄罗斯联邦共产党领导人根纳季·久加诺夫在国家杜马出现空缺后任命乌达利佐娃进入国家杜马。她是唯一一位明确加入左翼阵线的议员，该阵线反对普京总统统治。

## 生平
乌达利佐娃出生于苏联时期乌克兰切尔卡瑟，1998年获得俄罗斯公民身份。在移居莫斯科之前，她曾短暂加入乌克兰共产党。随后两年，她加入了爱德华·利莫诺夫领导的民族布尔什维克党。2000年，阿纳斯塔西娅遇到了红色青年先锋队协调员谢尔盖·乌达利佐夫，一年后两人结婚，并育有两个儿子。
2008年左翼阵线成立后，乌达利佐娃成为其新闻秘书。她积极参加2011年的选举后集会，在谢尔盖·乌达利佐夫在博洛特纳亚广场案中被捕后，阿纳斯塔西娅担任左翼阵线的协调員。
自2013年以来，她一直担任共产主义国家杜马议员瓦列里·拉什金的助理。2019年，她在纳瓦利内“智能投票”的支持下竞选莫斯科市第五区杜马议员。乌达利佐娃以微弱优势被亲政府候选人、电视节目主持人罗曼·巴巴扬击败。
2021年6月，她在纳加京斯基选区被共产党提名为俄罗斯第八届国家杜马议员候选人，她的主要竞争对手是统一俄罗斯党的斯韦特兰娜·拉兹沃罗特涅娃。在为期三天的投票中，乌达利佐娃在电子选票统计和宣布后落败。媒体还报道了统一俄罗斯党大规模滥用提前投票涉嫌選舉舞弊的情况。
2022年6月2日，俄罗斯联邦共产党领导人根纳季·久加诺夫宣布阿纳斯塔西娅·乌达利佐娃将接替被剥夺议会豁免权的瓦列里·拉什金的席位。
2022年12月，欧盟因烏達列佐娃贊成俄羅斯吞併烏克蘭四州議案而將她列入制裁名单。

## 備註
1. ↑  俄语：，羅馬化：Gorban